# Thomas W. Lawson (schip, 1902)
De Thomas W. Lawson was een zevenmaster gebouwd in 1902. Ze werd gebruikt voor het transport van olie en kolen van de Oostkust van de Verenigde Staten naar de Westkust en naar Europa. Het schip verging in een storm op 14 december 1907.

## Bouw
De Lawson was in haar tijd de grootste schoener ooit gebouwd. Ze mat 145 meter in de lengte en had een totale inhoud (GRT) van 5200 ton. Ze was gemaakt van staal en had geen motoren, maar zeven masten, wat uitzonderlijk was voor haar type zeilschip. Ze had een donkey aan boord, een stoommachine om de grote zeilen te heisen, en had slechts 18 bemanningsleden nodig. Een gelijkaardige stomer zou een vijftigkoppige bemanning vergen. Ze werd ontworpen door B.B Crowninshield, in opdracht van Thomas W. Lawson en Captain J. G. Crowley.
De Lawson moest bewijzen dat zeilschepen nog steeds konden concurreren met de stoomschepen uit die periode. Haar grootte en in verhouding te beperkte zeiloppervlak maakten haar echter een log en moeilijk te manoeuvreren schip. Bovendien lag ze te diep in het water om bij vele havens langs de Oostkust van de Verenigde Staten aan te leggen.

## Reizen
De Lawson was niet lang in gebruik. Op 10 juli 1902 vertrok ze op haar eerste reis om kool te verschepen van de Oostkust van de Verenigde Staten naar San Francisco. Vanaf 1906 vervoerde ze olie in plaats van kool.

### Schipbreuk
Op een reis naar Londen op 14 december 1907 kwam de Lawson in een storm terecht voor de Scilly-eilanden, nabij de kust van Cornwall (Verenigd Koninkrijk). Bij de schipbreuk kwamen 16 van de 18 bemanningsleden om het leven. Het was de eerste grote olielozing op zee.